# Bundesstraße 16n
Pour les articles homonymes, voir Route 16.
La Bundesstraße 16n était le nom de la nouvelle construction d'environ 40 km de long de la Bundesstraße 16, dans le Land de Bavière, dans le Haut-Palatinat.

## Géographie
Elle mène de Roding, par  Nittenau, Bernhardswald et Wenzenbach, à Ratisbonne, où elle rejoint la  Bundesautobahn 93. Avec la construction de la nouvelle route, l'ancienne Bundesstraße 16 sinueuse entre Roding et Bernhardswald est soulagée et un flux de trafic plus rapide est garanti.
Entre-temps, l'ancienne B 16 est déclassée et la B 16n est signalée comme B 16.